# Pärnu bykommune
Pärnu bykommune (estisk: Pärnu linn) er en bykommune (estisk: linn) i det sydvestlige Estland.
Pärnu bykommune ligger i amtet Pärnumaa. Hovedbyen er byen Pärnu. Kommunen har et areal på 858 km2
og et befolkningstal på 52.362 (2023) indbyggere.